# Norbert M. Seel
Norbert M. Seel (* 31. März 1947 in Ottenhausen) ist ein deutscher Erziehungswissenschaftler. 

## Leben
Nach einem Lehramtsstudium und mehrjähriger Berufstätigkeit als Lehrer an einer Sekundarschule studierte er an der Universität des Saarlandes in Saarbrücken Erziehungswissenschaft, Geschichte und Psychologie. Von 1972 bis 1978 war er Wissenschaftlicher Assistent an der Pädagogischen Hochschule des Saarlandes, die gleiche Funktion begleitete er bis 1981 an der Universität des Saarlandes. Von 1981 bis 1988 war er Wissenschaftlicher Rat bzw. Oberrat an der Universität des Saarlandes, an der er 1979 promoviert und 1989 habilitiert wurde. 1988 wurde er zum Professor für Weiterbildung durch Telekommunikation an das Deutsche Institut für Fernstudienforschung (DIFF) an der Universität Tübingen berufen. 1993 erfolgte der Ruf auf den Lehrstuhl für Schulpädagogik: Empirische Unterrichtsforschung an der Technischen Universität Dresden, den er bis 1998 innehatte. Von 1993 bis 1997 war er dort Dekan der Fakultät Erziehungswissenschaften. 1998 nahm er den Ruf auf den Lehrstuhl für Erziehungswissenschaft I in der Nachfolge von Gunther Eigler an der Universität Freiburg an. 2012 wurde er emeritiert. 
2004 erhielt er einen Ruf an die Florida State University, wo er zeitweise bis 2009 als Adjunct Distinguished Professor lehrte. Als Gastprofessor lehrte er auch an der Syracuse University (New York) und der German University in Cairo (Ägypten). Seit 2015 ist er Gastprofessor an der Wirtschaftshochschule Moskau.

## Forschungsschwerpunkte
Seine Schwerpunkte in der Forschung liegen auf der Untersuchung des Lernens und Denkens unter den besonderen Bedingungen von Unterricht und Training. Insbesondere widmet er sich der anwendungsorientierten Grundlagenforschung zu mentalen Modellen und ihrer Beeinflussung durch multimediale Systeme, deren lern- und transferwirksame Gestaltung im Zentrum seiner Entwicklungsprojekte lag. Ein weiterer Schwerpunkt liegt in der pädagogisch-psychologischen Diagnostik der dynamischen Veränderung kognitiver Strukturen und moralischer Entscheidungsprozesse.

## Veröffentlichungen (Auswahl)
Norbert M. Seel ist Verfasser zahlreicher Monographien und von mehr als 200 Beiträgen in wissenschaftlichen Zeitschriften und Büchern. Unter anderem hat er die Lehrbücher „Psychologie des Lernens“ und „Erziehungswissenschaft“ (in Kooperation mit Ulrike Hanke) verfasst. Weiterhin ist er der Herausgeber der 2012 publizierten mehrbändigen Encyclopedia of the Sciences of Learning.
- Lehrzielorientierte Lernerfolgskontrolle. Frankfurt am Main: Diesterweg 1980.
- Lernaufgaben und Lernprozesse. Stuttgart: Kohlhammer 1981.
- Weltwissen und mentale Modelle. Göttingen: Verlag für Psychologie Hogrefe 1991.
- Psychologie des Lernens. 2. Auflage, München: Ernst Reinhardt 2003.
- mit Dirk Ifenthaler: Online Lernen und Lehren. München: Reinhardt 2009.
- mit Ulrike Hanke: Lernen und Behalten. Weinheim: Beltz 2010.
- mit Ulrike Hanke: Erziehungswissenschaft. Berlin/Heidelberg: Springer 2015.
- mit T. Lehmann, P. Blumschein, O. A. Podolskiy: Instructional design for learning. Theoretical foundations. Sense Publ., Rotterdam 2017, ISBN 978-94-6300-939-3

Herausgeber
- mit S. Dijkstra (Hrsg.): Curriculum, Plans and Processes of Instructional Design: International Perspectives. Erlbaum Ass., Mahwah, NJ 2004.
- mit Dirk Ifenthaler, P. Pirnay-Dummer (Hrsg.): Computer-based diagnostics and systematic analysis of knowledge. Springer, New York  2010.
- (Hrsg.): Encyclopedia of the Sciences of Learning (7 Bände). Springer, New York 2012.